# Ciclismo ai Giochi della XXXII Olimpiade - Cronometro femminile
La prova a cronometro femminile dei Giochi della XXXII Olimpiade si è svolta il 28 luglio 2021 in Giappone su un percorso di 22,10 km al circuito del Fuji situato a Oyama nella prefettura di Shizuoka. Alla gara hanno preso parte 25 atlete.
La gara è stata vinta dalla ciclista dei Paesi Bassi Annemiek van Vleuten.

## Programma
Tutti gli orari sono UTC+9
| Data                      | Ora   | Turno  |
| ------------------------- | ----- | ------ |
| Mercoledì, 28 luglio 2021 | 11:30 | Finale |

## Percorso
Le cicliste hanno affrontato un percorso di 22,10 km al circuito del Fuji, percorrendolo per una volta sola.

## Squadre e corridori partecipanti
Alla competizione hanno partecipato 25 cicliste di 21 nazioni. Le prime quindici nazioni del ranking UCI hanno un'atleta ciascuno. Altri dieci posti sono stati assegnati ai campionati del mondo del 2019, con un limite di due atlete per nazione.

## Risultati
| Pos. | N. gara | Ciclista             | Nazione                   | Tempo    | Distacco  |
| ---- | ------- | -------------------- | ------------------------- | -------- | --------- |
|      | 6       | Annemiek van Vleuten | Paesi Bassi               | 30:13.49 |           |
|      | 3       | Marlen Reusser       | Svizzera                  | 31:09.96 | +56.47    |
|      | 1       | Anna van der Breggen | Paesi Bassi               | 31:15.12 | +1:01.63  |
| 4    | 5       | Grace Brown          | Australia                 | 31:22.22 | +1:08.73  |
| 5    | 7       | Amber Neben          | Stati Uniti               | 31:26.13 | +1:12.64  |
| 6    | 4       | Lisa Brennauer       | Germania                  | 32:10.71 | +1:57.22  |
| 7    | 2       | Chloé Dygert         | Stati Uniti               | 32:29.89 | +2:16.40  |
| 8    | 10      | Ashleigh Moolman     | Sudafrica                 | 32:37.60 | +2:24.11  |
| 9    | 13      | Juliette Labous      | Francia                   | 32:42.14 | +2:28.65  |
| 10   | 9       | Elisa Longo Borghini | Italia                    | 33:00.89 | +2:47.40  |
| 11   | 20      | Sarah Gigante        | Australia                 | 33:01.60 | +2:48.11  |
| 12   | 15      | Leah Kirchmann       | Canada                    | 33:01.64 | +2:48.15  |
| 13   | 14      | Lisa Klein           | Germania                  | 33:01.97 | +2:48.48  |
| 14   | 22      | Karol-Ann Canuel     | Canada                    | 33:07.97 | +2:54.48  |
| 15   | 19      | Omer Shapira         | Israele                   | 33:15.84 | +3:02.35  |
| 16   | 12      | Alena Amialiusik     | Bielorussia               | 33:21.41 | +3:07.92  |
| 17   | 8       | Emma Norsgaard       | Danimarca                 | 33:50.18 | +3:36.69  |
| 18   | 23      | Anna Shackley        | Gran Bretagna             | 34:13.60 | +4:00.11  |
| 19   | 24      | Julie Van de Velde   | Belgio                    | 34:23.49 | +4:10.00  |
| 20   | 18      | Katrine Aalerud      | Norvegia                  | 34:33.38 | +4:19.89  |
| 21   | 17      | Christine Majerus    | Lussemburgo               | 34:34.13 | +4:20.64  |
| 22   | 21      | Eri Yonamine         | Giappone                  | 34:34.97 | +4:21.48  |
| 23   | 16      | Mavi García          | Spagna                    | 34:39.96 | +4:26.47  |
| 24   | 11      | Anna Plichta         | Polonia                   | 34:56.95 | +4:43.46  |
| 25   | 25      | Masomah Ali Zada     | Atleti Olimpici Rifugiati | 44:04.31 | +13:50.82 |